# Santa Rosa do Piauí
Santa Rosa do Piauí is een gemeente in de Braziliaanse deelstaat Piauí. De gemeente telt 5.304 inwoners (schatting 2009).